# Jimy Szymanski
Jimy Szymanski Ottaviano (pronunciado /Shumanski/ en fonética española; Caracas, Venezuela 15 de septiembre de 1975) es un extenista venezolano.
Alcanzó su clasificación más alta del mundo junior en el puesto número 1 del mundo en el verano de 1993. Alcanzó la final en Wimbledon Juniors 1993 y ganó el campeonato mundial juvenil italiano Bonfiglio en Milán en 1993. Ganó el Junior Orange Bowl en dobles en 1993 (Campeón). Terminó 3 en el ranking mundial juniors en 1993.
Convirtiéndose en profesional en 1994, Szymanski alcanzó su clasificación individual ATP el 15 de noviembre de 1999, cuando se convirtió en el No. 160 del mundo. Jugó en la gira ATP por más de 10 años y tiene triunfos sobre muchos jugadores como: Fernando González, Nicolas Lapentti, James Blake, Felix Mantilla, Oliver Rochus, Goran Ivanišević, Nicolás Pereira, Horst Skoff, Nuno Márquez, Franco Squillari, Jaime Oncins, Sebastian Lareau, por nombrar algunos.
Szymanski representó a su país natal en los Juegos Olímpicos de 1996 en Atlanta, Georgia, donde fue derrotado en la primera ronda por el zimbabuense Wayne Black, y en el 2000 Juegos Olímpicos de Verano en Sídney donde venció en la primera ronda en dobles a Goran Ivanišević y Mario Ančić.
Como entrenador, trabajó con Milagros Sequera, Maria Kirilenko, Nadia Petrova, Juan Martín Del Potro y fue capitán de la Copa Davis y capitán de la copa Fed para su país natal.
Es presidente de STA TENNIS LLC, una compañía que administra instalaciones de tenis en el sur de la Florida.